# Katrin Amunts
Katrin Amunts es una neurocientífica alemana. Es profesora del Instituto de Investigación Cerebral C. y O. Vogt de la Universidad de Düsseldorf y también es Directora del Instituto de Neurociencia y Medicina del INM-1 en Forschungszentrum Jülich. Es una de las neurocientíficas más prominentes de mapeo cerebral en el mundo.

## Carrera
Katrin Amunts nació en Potsdam, Alemania Oriental en 1962. Estudió medicina y biofísica en la Escuela de Medicina Pirogov en la Unión Soviética. Obtuvo un doctorado en neurociencia y anatomía en el Instituto de Investigación del Cerebro en Moscú en 1989.  Más tarde se formó en el Instituto Fraunhofer de Berlín y se unió al Instituto de Investigación Cerebral C. & O. Vogt de la Universidad de Düsseldorf.  Fue profesora en la Universidad de Aachen antes de reincorporarse a la Universidad de Düsseldorf en 2013. Se encuentra entre los investigadores más importantes en neurociencia en la actualidad. En la lista publicada de 10 Breakthrough Technologies 2014, la revista de ciencia titulada JARA-BRAIN la nombró como una parte clave. Trabaja junto con un equipo de científicos expertos, incluido un colega llamado Karl Zilles.  A largo plazo, el objetivo de Amunts al trabajar con el cerebro humano es crear un atlas tridimensional mapeado a las estructuras en el cerebro para permitir que su configuración y funciones complicadas se puedan visualizar y comprender de manera microscópica. Esto nos permitiría mejorar nuestra comprensión del centro de control humano y mejorar nuestras habilidades para combatir enfermedades o trastornos como la depresión, adicción, demencia y la enfermedad de Parkinson. Esta construcción se llama "Gran Cerebro" (Big Brain).